# Le Coutances
Le Coutances war ein Weichkäse aus pasteurisierter Kuhmilch, der bis Ende Juni 2019 in der Normandie hergestellt wurde und seinen Namen der Stadt Coutances verdankte.
Er hat eine weiße leicht flauschige Edelschimmelrinde und ein sehr cremiges Inneres, weicher als etwa der Camembert. Der Käse hat die Form eines Zylinders mit einem Durchmesser von 7,5 cm und einer Höhe von 4,5 cm und  60 % Fett i. Tr.